# SANJU サンジュ
『SANJU サンジュ』（原題：Sanju）は、2018年に公開されたインドの伝記映画。ラージクマール・ヒラーニが監督、脚本は彼とアビジャート・ジョーシーが共同で務めている。ボリウッドのスター俳優として知られるサンジャイ・ダットの半生（主に父スニール・ダットとの関係、1993年ボンベイ連続爆弾テロ事件での逮捕、ボリウッドからの転落と復帰）を描いており、ランビール・カプール、パレーシュ・ラーワル、ヴィッキー・コウシャル、マニーシャ・コイララ、ディア・ミルザ、ソーナム・カプール、アヌシュカ・シャルマ、ジム・サルブが出演している。
ヒラーニはマニヤタ・ダットからサンジャイの逸話について聞かされ興味を抱き、彼の半生を映画化することを決めた。タイトルの「Sanju」はサンジャイの母ナルギスが彼に名付けたニックネームに由来している。主要撮影は2017年1月から2018年1月にかけて行われ、6月29日に公開された。批評家からはランビール、ヴィッキーの演技とヒラーニのディレクションが高く評価されたが、一部の批評家からは主人公サンジャイのイメージクリーニングを批判された。興行収入は58億ルピーを記録し、2018年公開のインド映画興行成績第1位となり、同国の最高興行成績を誇る映画の一つとなっている。第64回フィルムフェア賞で7つの賞にノミネートされ、主演男優賞と助演男優賞を受賞している。

## あらすじ
ボリウッドのスター俳優サンジャイ・ダット（サンジュ）は作詞家トリパティに依頼していた伝記を受け取るが、内容があまりにも自分を美化する内容だったことに憤慨する。同日、ボンベイ高等裁判所は1993年ボンベイ連続爆弾テロ事件に関連して、サンジュに対して武器の不法所持で懲役5年の有罪判決を下した。サンジュの妻マニヤタは伝記作家ウィニーを招き、収監されるまでの1か月間で夫の本当の姿を伝記に記して欲しいと依頼する。ウィニーは伝記の執筆に消極的で、さらにサンジュの過去を知る不動産業者ズビンからも依頼を断るように忠告される。彼女はサンジュが真実を語ろうとしている姿勢を確認し、彼のインタビューを引き受ける。
サンジュは父であり、ボリウッドのスター俳優でもあるスニールの監督作品『ロッキー』で主演に抜擢され、俳優デビューを飾ることが決まっていた。しかし、父に行動を管理される窮屈さにストレスを感じていたサンジュは、悪友でドラッグの売人であるズビンに勧められて薬物に手を出してしまう。彼は薬物や酒に溺れた挙句、恋人のルビーと彼女の父を怒らせてしまう。そんな中、スニールから母ナルギスが膵臓癌に侵され死期が近いことを聞かされたサンジュは増々薬物に依存するようになっていく。彼は妹たちと共に母が入院するニューヨークの病院を訪れ、そこで母のファンであるカムレーシュに出会い親友となる。サンジュは帰国後にルビーの父に非礼を詫びて彼女に想いを伝えようとするが、そこで彼女が他の男性を結婚することを告げられる。カレムーシュの協力でルビーはサンジュとの結婚を決意するが、再び薬物に手を出した姿を見て幻滅したルビーはサンジュの元から離れてしまう。『ロッキー』公開を3日後に控えた日、ナルギスは病死し、サンジュは薬物依存を克服するためアメリカのリハビリセンターに向かう。途中でリハビリに耐え切れずに脱走するが、カムレーシュやスニールの協力を得たサンジュは薬物依存を克服する。帰国したサンジュは、再び薬物を売りに来たズビンと絶縁する。
サンジュの伝記執筆を行うウィニーは、ズビンから「サンジュとカムレーシュは絶縁状態にある」と聞かされ、ニューヨークのカムレーシュの元を訪れ、絶縁した経緯を聞き出す。薬物依存を克服したサンジュは人気俳優として充実した日々を過ごしていたが、女癖が悪くカムレーシュのガールフレンドに手を出してしまう。そんな中、サンジュの元に父や妹に危害を加えるという脅迫電話がかかってくる。政治家に転身していたスニールはバーブリー・マスジド破壊事件以降、迫害されるムスリムを擁護したためヒンドゥー原理主義者の標的になっていた。サンジュは父や妹を守るため知人を通してAK-56を手に入れる。直後にボンベイ各地で爆弾テロが発生し、サンジュは銃の不法所持及びテロ事件への関与の疑いで逮捕される。カムレーシュはサンジュが保釈された後、彼と共に無罪を勝ち取るために行動するが、スニールがテロ計画を知っていたことを認めるようにサンジュに語り掛ける場面を目撃したことで、彼はサンジュと絶縁してしまう。彼の話を聞き終えたウィニーは、「テロリストの伝記は書けない」として伝記の執筆を辞退する。
テロ容疑がかけられて以降、サンジュはヒット作に恵まれず周囲からは「過去の人」と見られていた。そんな中、サンジュはスニールの勧めで『ムンナー兄貴、医者になる』で主役を演じ、父と共演する。映画は成功を収め、サンジュはフィルムフェア賞 コメディアン賞を受賞して再びスター俳優となるが、それから間もなく父スニールと死別する。父との死別後、サンジュのテロ容疑は晴れたものの、武器の不法所持については有罪判決が下り、メディアは彼がテロ容疑で有罪になったかのように世論を煽った。サンジュは上告したもののインド最高裁判所も有罪判決を下し、彼は刑務所に収監される。収監から1年後、ウィニーはマニヤタから刑務所内でのサンジュのラジオ放送の録音データを渡され、再び彼の話を聞くため面会に訪れる。ウィニーからカムレーシュの話を聞かされたサンジュは、ラジオを通して真実を伝えようと考え、カムレーシュを連れてくるように彼女に依頼する。サンジュはラジオ放送の中で、父が雇った弁護士から「テロ計画を知っていたと嘘をつき、司法取引をすれば有罪を免れる」と助言されていたこと、「テロリストの父」の汚名を父に着せることを避けるため助言を拒否したことを語る。
サンジュは刑期を終えて釈放され、大勢の報道陣が待ち構える中、カムレーシュと再会して和解する。彼の車に乗ったサンジュはウィニーから完成した伝記を渡される。伝記のタイトルは、スニールが好きだった歌で、サンジュに「世間からの誹謗を乗り越えるための歌」として伝えようとしていた曲名にちなみ『Kuch Toh Log Kahenge（言わせておけ）』となっていた。

## キャスト
| - サンジャイ・"サンジュ"・ダット - ランビール・カプール - スニール・ダット - パレーシュ・ラーワル - カムレーシュ - ヴィッキー・コウシャル - ナルギス - マニーシャ・コイララ - マニヤタ・ダット - ディア・ミルザ - ルビー - ソーナム・カプール - ウィニー・ディアス - アヌシュカ・シャルマ - ズビン・ミストリ - ジム・サルブ - ピンキー - カリシュマ・タンナ - ルビーの父 - ボーマン・イラニ - バンドゥ・ダダ - サヤージ・シンデー - D・N・トリパティ - ピユーシュ・ミシュラ - プリヤー・ダット - アディティ・ガウタム - 幼少期のプリヤー・ダット - アシュノーア・コウル - サンジュの弁護士 - ユーリ・スーリ - イベント・マネージャー - アシュヴィン・ムシュラン - 大臣 - アンジャーン・シュリーワースタウ - 編集長 - プラカーシュ・ベーラワディー | カメオ出演 - 本人役 - マヘーシュ・マーンジュレーカル - 本人役 - タッブー - サーカシュワール - アルシャード・ワールシー（『ムンナー兄貴、医者になる』のアーカイブ映像） - 「Main Badiya Tu Bhi Badiya」シーンの歌手 - アニール・マンジ - 本人役 - サンジャイ・ダット |

## 製作

### 企画

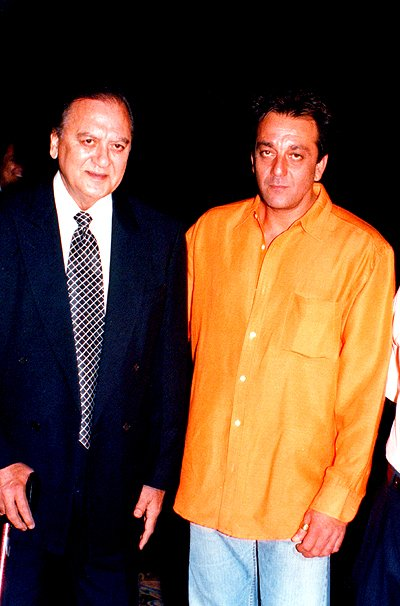
『医学生ムンナ・バーイー』公開時のスニールとサンジャイ

監督のラージクマール・ヒラーニはマニヤタ・ダットとの会話の中で、夫サンジャイ・ダットについて「サンジュの世界は私の世界とは全く異なっている」と聞かされ、サンジャイの半生を映画化しようと思い付いた。彼はデイリー・ニュース&アナライシスの取材の中で、サンジャイの伝記映画を製作することを明言した。彼は映画を製作するにあたり、サンジャイに関わったジャーナリストや警察官、親族や友人に取材をして証言を集めたという。また、DNA After Hrsの取材の中で、サンジャイの母ナルギスが息子を「Sanju（サンジュ）」と呼んでいたことから、企画会議の審議を重ねた結果タイトルを「Sanju」に決めたと語っている。
ヒラーニが企画を立ち上げたころ、ヴィドゥ・ヴィノード・チョープラーは製作メンバーに参加していなかった。チョープラーは彼から企画について聞かされた際のことについて、「とても下らないものと感じました。しかし、彼が言ったことの全て（ガールフレンドが308人おり、アメリカでバスの乗車券を買うため物乞いしたこと）をリサーチしたところ、私たちは彼が言ったことが全て事実だと気付かされました」と語っている。ヒラーニは製作に際し、サンジャイに「脚本やシーンの変更要求は一切受け付けない」と条件を提示し、彼は条件を受け入れた上で製作を許可した。また、サンジャイは「映画の中でサンジャイを美化しない」というヒラーニの考えも受け入れている。ヒラーニは「サンジュが犯罪容疑で逮捕された時、ダット家で何が起こったか。彼の父は何を感じたのか。姉妹たちに何が起きたのか。友人たちはどう行動したか。私はサンジャイの姉妹プリヤーとナムラタ、義理の弟クマール・ガウラヴ、アメリカの友人ペレーシュ・ゲレニと会いました」と語り、人々が知らないサンジャイを描く構想を示し、内容について「この映画はサンジュのロマンスを描くものではありません。映画には2つの物語があり、それは彼が人生の中で戦った銃と麻薬の物語です」と語っている。
主演のランビール・カプールはフィルムフェアの取材の中で、「映画は人間の欠陥、父子の感情的な物語、親友との関係、女性関係を描いています。それは感情的であり、面白くて悲しく、ほろ苦いものです。若者たちは、彼の失敗から学ぶべきことがたくさんあります」と語っている。また、「これは宣伝映画ではない」として、サンジャイを賞賛する意図がないことも語っている。ランビールはサンジャイについて「欠点もあるが素晴らしい人物、大衆の憧れ」であり、映画には「6つの異なる段階、6つの異なる外見、6つの異なる論争」がると語っている。
ヒラーニはラジーヴ・マサンドの取材の中で、大半の伝記映画は英雄的な人物を題材にしており、悲劇と喪失で知られるサンジャイを題材にすることは「成功者の物語ではないので、挑戦的になる」と語っている。脚本家のアビジャート・ジョーシーは、サンジャイのキャラクターを観客の同情を引くために変更するような「意図的な」試みはしていないことを明言している。その代わり、観客はサンジャイの「葛藤する、欠陥のある人柄」に基づいた「共感するに値する」映画を観て、映画が「非常に引き付けられ、信じられない程に魅力的」な物語だと気付かされるだろうと語っている。ヒラーニは映画がサンジャイの「良い点も悪い点」も含めた真実を描き出しているとしている。また、彼は別の取材の中で、映画が他のヒラーニ作品のような社会的メッセージを提示すると明言し、彼は「そのメッセージは父子関係、友人関係であり、最後のメッセージを知るために映画を観ることになるでしょう」と語っている。
映画の公開後、ヒラーニとジョーシーは批評家たちが指摘するようなサンジャイの「ホワイトウォッシング」はされていないと反論している。ヒラーニは「逆に、私は映画のどこがホワイトウォッシングされたのか知りたいものです。私は彼に308人のガールフレンドがいたこと、麻薬中毒者だったこと、親友のガールフレンドを寝取ったことを映画で描きました。これがホワイトウォッシングなのですか」と主張している。

### キャスティング
ランビール・カプールは、サンジャイ役としてヒラーニが挙げた第1候補だった。ヒラーニは「私は初めにランビールについて考え、すぐに彼に会ってその考えを伝えました。私たちは正しかったのです」と語っている。また、ランビールは素晴らしい俳優であり、「年齢も完璧だった」とも語っている。ヒラーニは、ランビールとサンジャイの共通点と相違点について「彼らは俳優として人生を生きてきました。ランビールはヒーローになるために映画業界の外から来た人ではありません。ある意味で、彼をサンジュと見なす方が簡単でした」と語っている。また、ランビールが撮影用の肉体を作るため、「正しいバランスを得る」目的でビデオを見る日々を過ごしていたことを語っている。当初、ランビールは出演に消極的だったが「物語のアングルを見て」「彼（サンジャイ）に抱いていた固定観念を壊した」ことから出演を決めた。また、彼はサンジャイを演じることに躊躇いを感じた理由として、「現在でも活躍するスーパースター」であることを挙げている。一方、チョープラーはランヴィール・シンの方が「華麗さ、感情的な深さ、サンジャイ・ダットを演じるために完璧に変身できる能力」という面でサンジャイ役に相応しいと考えており、ランビールの起用に消極的だった。しかし、彼は撮影が始まりランビールの演技能力を見て「自分の言葉を飲み込むことになった」という。チョープラーのコメントに対し、ランビールは「インスピレーションを必要としていた時期」に映画の一部になれたことを「とても幸福に思います」とコメントしている。また、マニーシャ・コイララもナルギスを演じることについて、「今後、同じような母親役ばかりオファーが来てしまうのではないか」と出演に消極的だった。
スニール・ダット役にはアーミル・カーンが検討されていたが、彼は『ダンガル きっと、つよくなる』で父親役を演じていたため出演を辞退している。アーミルはスニール役よりもサンジャイ役に興味を示し、「その役はとても素晴らしく、私の心を勝ち取りました。なので、他の役を私にオファーしないで下さい」と語っている。最終的にスニール役にはパレーシュ・ラーワルが起用された。アヌシュカ・シャルマはサンジャイのガールフレンド役を演じると報じられ、彼と噂になったジャーナリスト役に起用されるだろうとされていた。アヌシュカは報道を否定し、「私が演じるのは架空の人物であり、いかなる実在の人物とも関係のない役です」と語っている。ヒラーニは彼女の役柄は伝記作家であり、自身とジョーシーを融合したキャラクターになると語っている。ソーナム・カプールはサンジャイのガールフレンドだったティナ・アンバーニーを演じると報じられた。彼女は報道に対し、「私は小さいながらも重要な役を演じますが、皆さんが考えているような役柄ではありません。そして、私が演じるのは女優ではありません」と否定している。ヒラーニは、彼女の役柄がサンジャイのガールフレンドであると語っている。ヴィッキー・コウシャルは自身の役柄について、「サンジャイの友人を3〜4人まとめた役」であり「架空のキャラクターになる」と語っている。ボーマン・イラニは自身の役柄について、「知られているキャラクターではないが、存在したかも知れないキャラクター」と語っている。

### 役作り
ランビールはサンジャイに成りきるため、各フェーズの撮影が終了するごとに1か月間の休暇を求め許可された。彼は予告編が公開された後、ランビールは細身の自分が筋肉質なサンジャイを演じることの難しさを「この背景にはたくさんのチームの努力がありました。この1年前、私たちは多くの準備とスクリーンテストを行っていました」と語っている。彼の容姿の変化について、父リシ・カプールは「外見を変えるために6〜7週間の期間をかけていた」と語っている。補綴師のスレーシュ・マーキーは、ランビールの顔と年齢をサンジャイに近付けるために補綴を施したと語っている。また、ランビールは髪とメイクアップのために6時間かけており、サンジャイの「アルコールのせいで顔が膨れ、顎が下がった」という老化プロセスを再現することは困難だったが、「彼の外見を再現できなければ、映画を製作することは不可能なことは明らかだった」と語っている。
ミルザはランビールの役作りについて、「彼は最初にロケ地に到着するキャストになるでしょう。それは、彼が老いた姿を演じるため5〜6時間かけてメイクアップする必要があるからです」と語っており、メイクアップや補綴の結果、ランビールは恐ろしいほどサンジャイに近い姿に変身するため「撮影セットに行った人は、ランビールを見てサンジュがいると思った」と語っている。コイララは「ランビールの変身能力を見て衝撃を受けた」と語っており、ヒラーニは「ランビールは80年代、90年代、2000年代、全ての年代のサンジャイの完璧な外見を用意していた」と語っている。ランビールも「模倣と人々に愛される人物を表現することの間の細かい境界を理解」しており、「補綴テスト、演技テストとキャラクターリハーサルに6〜8か月間かかった」と語っている。
ランビールはこれに加え、物理的な変身は容易だったが「キャラクターの感情的なレベルを理解することは非常に難しかった」と語っている。しかし、「私がスクリーン上でサンジャイを演じなければならない場合、身体を鍛え上げることが不可欠でした」とも語っている。彼は体を鍛え上げるため毎朝3時に起床してプロテイン・シェイクを飲み、1日8食の食生活を送った。彼は「私はサンジャイに憑りつかれたくなかったので、彼から一歩引き、その周囲に近付きたくありませんでした。私は常に彼が何をして、どのように髭を掻き、どう話しているのかを見ようとしました。しかし、刑務所や麻薬のシーン、母親の死、逮捕のシーンなど脚本上辛いシーンがある時は、撮影前夜に彼を呼びました。私はただ、彼が何を感じたのかを知りたかったのです。そして、彼はとても親切に、正直に話してくれ、私はそれをスクリーン上で表現しました。私は、敬意を以て彼を演じたかったのです」と語っている。
ヘアスタイリストのアーリム・ハキムは「ランビールの頭髪を後退させて額を大きくすることは挑戦だった」ため、その姿を完成させるのに22日間かかったという。衣装デザイナーのエイカー・ラカニは、「サンジャイは様々な体型に変化していった」ため、「ランビールと全ての外見について意見を交わし、数インチをマッチングさせるために何時間も語り合いました」と語っている。
ナルギス役のマニーシャは「彼女のショートヘアーの時からロングヘアーの時まで、何度もテストを行いました」と語っている。また「写真や書籍、ドキュメンタリー」に目を通してナルギスのことを研究したという。マニーシャは卵巣癌を経験していたため、膵臓癌で病死したナルギスを演じることは「精神的に辛かった」とも語っている。ラカニは衣装についてナルギスの「象徴的なイメージ」を作り、「髪のカールや身体状態、化粧のやり方まで再現した」と語っている。
ヴィッキーは演じる役について「キャラクターの名前はカムレーシュであり、サンジャイにとって兄弟のような存在」と語っており、役作りについては「スーラトに行きグジャラート人のボディランゲージとマンネリズムを学びました。彼は長期間アメリカに住んでいるので、グジャラート人の性質は時間と共に消えていきます」と語っている。また、「若いグジャラート人青年」を演じるために大幅な減量を行うなど「大きな物理的変身」を経験したという。彼は「体重を増やしたり減らすことでボディランゲージの変化」をもたらし、その結果「正しい外見」を手に入れて「パフォーマンスが向上した」と語っている。
プレーシュは役を演じるに際して、ランビールと共に「キャラクターに忠実」であるために「カメラからの距離を保つ」ことを試みた。また、サンジャイとスニールの関係を体現するため、撮影以外の時はランビールと関わることを避けていた。彼は外見テストの結果「スニールのように見せる」ことは困難だが、「彼が持っていた祖国や家族、そして息子へのジャズバ（感情）を演じることが必要だった」と語っている。
ミルザはマニヤタを演じるに際してワークショップや外見テストを通じて準備を行った他、「当時のニュースクリップ」で彼女の話し方やボディランゲージを研究したという。また、「彼女の感情を理解して正直になること」を心掛けたと語っている。ソーナムの衣装について、ラカニは「隣にいる女性、可愛らしく繊細な雰囲気を出すため、柔らかい生地とパステル色彩、繊細な刺繍を施した」と語っている。アヌシュカのキャラクターについて、ヒラーニは「ロンドン在住で、そこで育ったインド人」であり、彼女に官能的な巻き毛のウィッグを着けるように指示した。プリヤー役のアディティは、「正にプリヤーに瓜二つ」だったため起用したとヒラーニは語っている。

### 撮影
2017年1月12日、ランビールとラーワル、ミルザなどが参加して撮影が開始され、2018年1月21日に終了した。撮影終了後のパーティーでは、スタッフやキャストが「#duttstheway」とプリントされたTシャツを着て映画を宣伝した。サンジャイが幼少期に暮らしていた家の撮影セットは25日間かけて製作された。
当初の計画では、ビデオチャットを通じて最後にランビールとサンジャイを登場させ、サンジャイがランビールにインタビューする予定だった。しかし、この計画は2人の契約の関係から見送りとなり、代わりに2人がダンスを踊るエンドロールが採用された。ヒラーニは、上映時間は2時間35分になると語った。ヒラーニは編集作業中にダンスシーンなど特定のシーンを「映画のペースを阻害し、物語を壊している」として削除するように指示しており、この決定について「たとえそのシーンにどれだけの情熱を注いだとしても、上手くいかないと感じた時は手放さなければならない」と語っている。

### サウンドトラック
サウンドトラックには6曲が収録されており、A・R・ラフマーン、ロハン＝ロハン、ヴィクラム・モントローズが作曲、イルシャード・カミル、シェーカル・アシュティーワ、プニート・シャルマ、ロハン・ゴーカル、アビジート・ジョーシーが作詞している。映画音楽はサンジャイ・ワンドレカールとアトゥル・ラニンガがラフマーンと共に担当している。当初、チョープラーは2曲の音楽と映像に不満を抱いていたが、再撮影する代わりに同じシーンに合致するオリジナルの曲を作るようにラフマーンと契約を交わした。そのためラフマーンは2曲を新たに作り、イルシャードが作詞を手掛けた。2018年6月29日にT-Seriesからアルバムが発売された。

## マーケティング

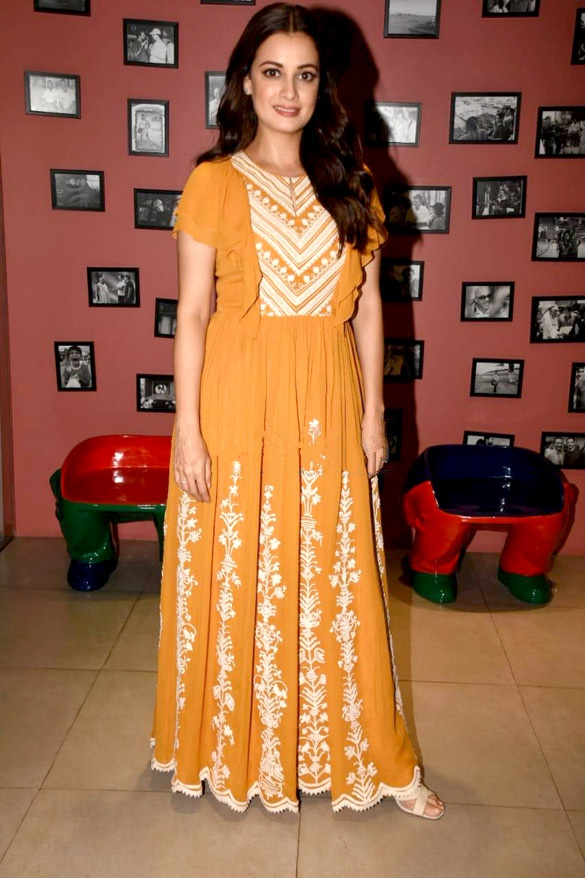
プロモーションイベントに出席するディア・ミルザ

2018年4月24日にショート・ティーザーが公開された。ショート・ティーザーは公開48時間以内に3000万人以上が視聴し、複数のソーシャル・メディアを通じて世界中で1億5000万人以上が視聴した。映画のマーケティング・キャンペーンはテレビやインターネット、ストリーミングアプリなどで行われた。5月30日に予告編が公開され、24時間以内に2000万人以上が視聴した。
4月30日に映画ポスターが公開され、ランビール演じるサンジャイが刑務所から出所した場面が描かれていた。翌日には別タイプの映画ポスターが公開されている。その後、『ロッキー』と『ムンナー兄貴、医者になる』出演時のサンジャイを描いたポスターが公開され、5月7日には新しい映画ポスターが公開された。その後、ヒラーニは予告編が公開されるまでの間に他のキャストの映画ポスターを公開すると発表した。5月25日にヒラーニはTwitterで「サンジャイのクレイジーな恋愛生活」と題したランビールとソーナムの映画ポスターを公開しており、翌日にはランビールとパレーシュのポスターを公開してパレーシュがスニール役を演じることを公表し、またヴィッキーの映像を公開してサンジャイの友人役を演じることを公表した。ヒラーニは続いてアヌシュカの映像を公開したが、役柄については予告編で明らかにする意図があったため公表されなかった。予告編公開後、ヒラーニはアヌシュカの演じる役は架空の人物で、自身とジョーシーを掛け合わせた役柄になることを公表した。また、マニーシャの映像が公開され、ナルギスを演じることが公表された。最後にヒラーニはミルザの映像を公開し、マニヤタを演じることを公表した。
6月14日にヒラーニはランビール演じるサンジャイのポスターを2枚公開し、1枚はアメリカのリハビリセンターを脱走して物乞いしている姿、もう1枚は母ナルギスを病気で喪い呆然とする『ロッキー』公開3日前の姿を描いたものだった。同月20日にはカリシュマがランビール、ヴィッキーと映った画像を公開し、彼らと「fun song」のダンスシーンで共演することを明かした。この曲は7月19日に「Bhophu Baj Raha Hai」としてリリースされた。
父の日にダット父子を演じるランビールとパレーシュのクリップが公開され、同時に新たな予告編が公開された。クリップは「#JaaduKiJhappi」のハッシュタグが付けられた状態で宣伝されたが、これはサンジャイが主演作『医学生ムンナ・バーイー』で発した有名な台詞である。6月22日には3番目の予告編が公開され、ランビールがムンナ・バーイーに扮したサンジャイを演じている様子が描かれていた。ランビールは父の日に幼少期の写真を公開し、ソーシャル・メディアに出演するなどしてプロモーション活動を行った。

## 評価

### 興行収入

#### 国内成績
2018年6月24日から前売り券の販売が始まり、インド4200スクリーン、海外1300スクリーンで公開された。
公開初日の国内上映館の占有率は85%を記録しており、国内興行収入は2018年公開のインド映画で最高額となる3億4750万ルピーを記録した。これは、2014年に公開されたヒラーニ監督作品『PK』の記録（2億6630万ルピー）を上回るものだった。公開2日目にはヒンディー語映画の歴代国内成績を塗り替え、公開3日目には4億6710万ルピーの純利益を上げて『バーフバリ 王の凱旋』（ヒンディー語吹替版）を抜き歴代単日興行成績を塗り替え、さらに公開初週末の歴代興行成績も塗り替えそれぞれ第1位となった。また、公開3日以内に100カロール・クラブ入りを果たしている。公開第1週の月曜日は平日でチケットの販売数も減っていたものの2億5350万ルピーの純利益を上げており、『SANJU サンジュ』は200カロール・クラブ入りを果たした。同作は2018年公開のインド映画公開第1週の興行成績第1位となり、歴代記録では第4位、また平日公開でありながら公開第1週で20億ルピーの収益を上げた最初のヒンディー語映画となった。ランビールにとっては興行収入が20億ルピーを超えた最初の主演作となった。
公開第2週の興行収入は金曜日1億2500万ルピー、土曜日2億1500万ルピー、日曜日2億8000万ルピーを記録しており、公開10日以内に250カロール・クラブ入りを果たした。また、インド映画公開第2週の歴代興行成績第4位（9億ルピー）となった。公開第2週末までに海外興行収入を含めた合計興行収入は50億430万ルピーを記録している。
公開第3週末には300カロール・クラブ入りを果たし（ランビール主演作としては初）、7番目にクラブ入りを果たした映画となった。同作は『パドマーワト 女神の誕生』の国内興行収入30億2150万ルピーを抜き、2018年公開のインド映画で最も興行的に成功した映画となり、ボリウッド映画歴代興行成績第5位となった。また、2018年公開のインド映画第3週興行成績第1位にもなっている。第3火曜日までに国内興行収入は32億1570万ルピーを記録し、『バジュランギおじさんと、小さな迷子』の国内興行収入32億340万ルピーを抜きボリウッド映画歴代興行成績第4位となった。
公開第4週の興行収入は1億480万ルピーを記録し、累計国内興行収入は33億7280万ルピーを記録している。これにより、『SANJU サンジュ』は『タイガー 甦る伝説のスパイ』『PK』を抜きボリウッド映画歴代興行成績第2位となった。

#### 海外成績
公開初日の各国の興行収入はオーストラリア1320万ルピー（19万ドル）、ニュージーランド330万ルピー（4万8,000ドル）、イギリス1190万ルピー（17万ドル）、アメリカ合衆国1110万ルピー（16万ドル）となっている。アメリカでは356スクリーンで小規模上映され、同じ週の『アベンジャーズ/インフィニティ・ウォー』『ハン・ソロ/スター・ウォーズ・ストーリー』よりも収益を上げて週末興行収入ランキング第8位となった。北米の公開初週末興行収入は250万ドルを記録しており、パキスタンでは公開初日に3200万ルピーの興行収入を記録した。ドバイでは観客の混乱を防ぐため、公開初日は上映館を24時間営業にして対応した。湾岸諸国では公開初日の興行収入は6190万ルピー（90万ドル）、ノルウェーでは3億4900万ルピー（500万ドル）となっている。公開2週間で12億2000万ルピー（1800万ドル）の興行収入を記録した。フォックス・スター・スタジオCEOのヴィジャイ・シンは、『SANJU サンジュ』が「パキスタンとオーストラリアで最も高い興行成績を収めたインド映画」であり、同時に「アメリカで2番目に高い興行成績を収めたインド映画」になったことを明らかにした。また、各国での興行的成功から中華人民共和国、韓国、日本での公開も検討され、日本では6月15日に公開された。

### 批評

#### インド

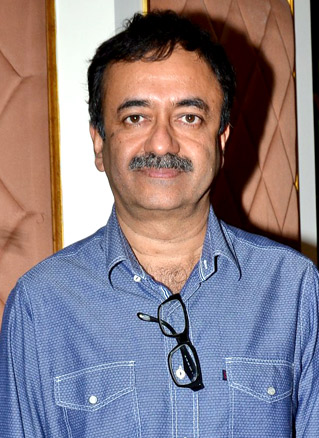
ラージクマール・ヒラーニ

『SANJU サンジュ』は多くの批評家から絶賛され、特にランビールの演技とヒラーニのディレクションが高く評価された。ファーストポストのスウェーサ・ラーマクリシュナンはキャストの演技、特にランビールの演技を賞賛しており、「この映画はサンジャイ・ダットの人生を解読したり、正当化するようなものではありません。さらに、彼の欠点を誤魔化そうともしていません」と批評している。ボリウッド・ハンガマのタラン・アダルシュは4.5/5の星を与え、「『SANJU サンジュ』は感情、ユーモア、ドラマを適切な分量でブレンドしたエンターテイニング・サーガです。それはパワフルで魅力的、感情的であり、そして感動的です」と批評している。デイリー・ニュース&アナライシスのミーナ・アイヤールは4.5/5の星を与え、「映画はベストセラーを読んだ時のような満足感を与える感情のローラーコースターです」と批評している。ボリウッド・タイムズのディヴィヤ・ソルガマは4.5/5の星を与え、「『SANJU サンジュ』は全ての映画愛好家が見るべき感情的に豊かな経験です」と批評している。
ザ・タイムズ・オブ・インディアのラチット・グプタは4/5の星を与え、「彼が麻薬の影響でヒステリックな男のように踊っているのか、壊れているのか、虚空を見詰める廃人なのかに関わらず、ランビールは天賦の才を以て様々な感情と灰色の影を描き出します」と批評している。ニューデリー・テレビジョンのサイバル・チャテルジーはランビールの演技とヒラーニのディレクションを賞賛する一方、「他の俳優たちは追い付くために競い合った（特にパレーシュ）」としながらも「必見の映画」と批評を締め括っている。インディア・トゥデイは「共同脚本及び編集を行ったラージクマール・ヒラーニ監督はいくつかのドラマティックな自由を示したが、それは爽やかなものでした」と批評し、ヴィッキーの演技を「ランビールの比類なき演技に引けを取らない」と絶賛した。
フィルムフェアのデヴェシュ・シャルマは映画のユーモアと「映画の強み」である脚本を高く評価し、「『SANJU サンジュ』はスーパースターも人間であるということを伝えています」と批評している。タイムズ・ナウのガウラン・チャウハンは3.5/5の星を与え、バックグラウンドスコアと物語の前半を批判したが、キャストの演技と物語の後半を絶賛している。ジー・ニュースのアンキター・チャクラヴァルティはキャストの演技を賞賛し、「全てのキャストが注目に値する」と批評した。CNNニュース18のラジーヴ・マサンドは3.5/5の星を与え、「抜け目のない脚本とランビール・カプールの桁外れの演技力は、観客が主人公に共感することを困難にするだろう」と批評している。デカン・クロニクルのローヒト・バトナガルは映画を「素晴らしい」と評価したが、サンジャイのイメージを美化している点に苦言を呈した。
ミント紙のウダイ・バティアはサンジャイの描写を批判したが、ランビールの演技は高く評価している。ヒンドゥスタン・タイムズのローヒト・ヴァッツはランビールの演技を高く評価したが、予測可能な脚本と「物語を壊す」曲を批判した。インディアン・エクスプレスのシューブラ・グプタは2.5/5の星を与え、「ヒラーニは面白い物語を追求して、実際の人物とかけ離れたキャラクターを作り上げた」と述べ、物語の後半に関して「映画から除外された要素が、果たしてそれをより面白くしただろうか」と批評している。ファーストポストのアンナ・M・M・ヴェティカドはランビールの演技を絶賛したが、映画が事実に対して「驚くほど不正確」である点を批判した。

#### 海外
ハリウッド・リポーターのリサ・ツェリングは3.5/5の星を与え、「『SANJU サンジュ』は観客の目を引き、終了後も長く輝くパフォーマンスを提供するだろう」と批評し、映画は「ボリウッドのバッドボーイの人生を賛美するインフォマーシャル」に感じられたと述べている。ガーディアンのマイク・マッカヒルはランビールの演技を賞賛したが、映画については「この3時間の聖人伝は、彼（サンジャイ）の問題を全て他人の責任にしている」と批判している。ロイターのシルパ・ジャンハンディカーはランビールの「カメレオンのように自分自身を様々なアバターに変身できる能力」を賞賛したが、脚本については「長く伸び過ぎ、実体よりもメロドラマに頼っている」と批判している。ザ・ナショナルのメアリー・ゲイエンは3.5/5の星を与え、アメリカン・バザールのヴィクラム・マーサーは3.5/5の星を与え、「この映画が真実に忠実かどうかは分からないかも知れないが、とても興味深い映画体験が得られるはずです」と批評している。ドバイ・デシのダニーシュ・ラクダワーラーは3.5/5の星を与え、「パワフルな演出が詰め込まれた面白く、非常に良く書かれた脚本」を賞賛した。C'est Le Cinemaのディヴェシュ・ミルチャンダニは3.5/5の星を与えている。

### 受賞・ノミネート
| 映画賞                                             | 部門                     | 対象                                                                       | 結果       | 出典            |
| -------------------------------------------------- | ------------------------ | -------------------------------------------------------------------------- | ---------- | --------------- |
| インディアン・フィルム・フェスティバル・メルボルン | 作品賞                   | SANJU サンジュ                                                             | 受賞       | [ 142 ] [ 143 ] |
| インディアン・フィルム・フェスティバル・メルボルン | 監督賞                   | ラージクマール・ヒラーニ                                                   | 受賞       | [ 142 ] [ 143 ] |
| インディアン・フィルム・フェスティバル・メルボルン | 主演男優賞               | ランビール・カプール                                                       | ノミネート | [ 142 ] [ 143 ] |
| インディアン・フィルム・フェスティバル・メルボルン | ヴァンガード賞           | ランビール・カプール                                                       | 受賞       | [ 142 ] [ 143 ] |
| インディアン・フィルム・フェスティバル・メルボルン | 助演俳優賞（男優・女優） | ヴィッキー・コウシャル                                                     | 受賞       | [ 142 ] [ 143 ] |
| アジア・フィルム・アワード                         | 作品賞                   | SANJU サンジュ                                                             | ノミネート | [ 144 ]         |
| アジア・フィルム・アワード                         | 監督賞                   | ラージクマール・ヒラーニ                                                   | ノミネート | [ 144 ]         |
| アジア・フィルム・アワード                         | 主演男優賞               | ランビール・カプール                                                       | ノミネート | [ 144 ]         |
| アジア・フィルム・アワード                         | 助演男優賞               | ヴィッキー・コウシャル                                                     | ノミネート | [ 144 ]         |
| アジア・フィルム・アワード                         | 脚本賞                   | ラージクマール・ヒラーニ、アビジャート・ジョーシー                         | ノミネート | [ 144 ]         |
| アジア・フィルム・アワード                         | 音楽賞                   | A・R・ラフマーン、ロハン＝ロハン、ヴィクラム・モントローズ                 | ノミネート | [ 144 ]         |
| ジー・シネ・アワード                               | 作品賞                   | SANJU サンジュ                                                             | 受賞       | [ 145 ]         |
| ジー・シネ・アワード                               | 審査員選出主演男優賞     | ランビール・カプール                                                       | 受賞       | [ 145 ]         |
| ジー・シネ・アワード                               | 助演男優賞               | ヴィッキー・コウシャル                                                     | 受賞       | [ 145 ]         |
| 第64回フィルムフェア賞                             | 作品賞                   | ヴィノード・チョープラー・フィルムズ、ラージクマール・ヒラーニ・フィルムズ | ノミネート | [ 146 ]         |
| 第64回フィルムフェア賞                             | 監督賞                   | ラージクマール・ヒラーニ                                                   | ノミネート | [ 146 ]         |
| 第64回フィルムフェア賞                             | 主演男優賞               | ランビール・カプール                                                       | 受賞       | [ 146 ]         |
| 第64回フィルムフェア賞                             | 助演男優賞               | ヴィッキー・コウシャル                                                     | 受賞       | [ 146 ]         |
| 第64回フィルムフェア賞                             | 審査員選出男優賞         | ランビール・カプール                                                       | ノミネート | [ 146 ]         |
| 第64回フィルムフェア賞                             | 作詞家賞                 | シェーカル・アスティヴァ「Kar Har Maidaan Fateh」                          | ノミネート | [ 146 ]         |
| 第64回フィルムフェア賞                             | 振付賞                   | ガネーシュ・アーチャーリヤ「Main Badhiya Tu Bhi Badhiya」                  | ノミネート | [ 146 ]         |
| ビズエイジア・オンライン・アワード                 | 作品賞                   | SANJU サンジュ                                                             | ノミネート | [ 147 ] [ 148 ] |
| ビズエイジア・オンライン・アワード                 | 主演男優賞               | ランビール・カプール                                                       | ノミネート | [ 147 ] [ 148 ] |
| ビズエイジア・オンライン・アワード                 | 主演男優賞               | ヴィッキー・コウシャル(本作を含む複数の映画での主演)                       | ノミネート | [ 147 ] [ 148 ] |
| ビズエイジア・オンライン・アワード                 | 主演女優賞               | アヌシュカ・シャルマ(本作を含む複数の映画での主演)                         | ノミネート | [ 147 ] [ 148 ] |